# Europäische Fischereiaufsichtsagentur

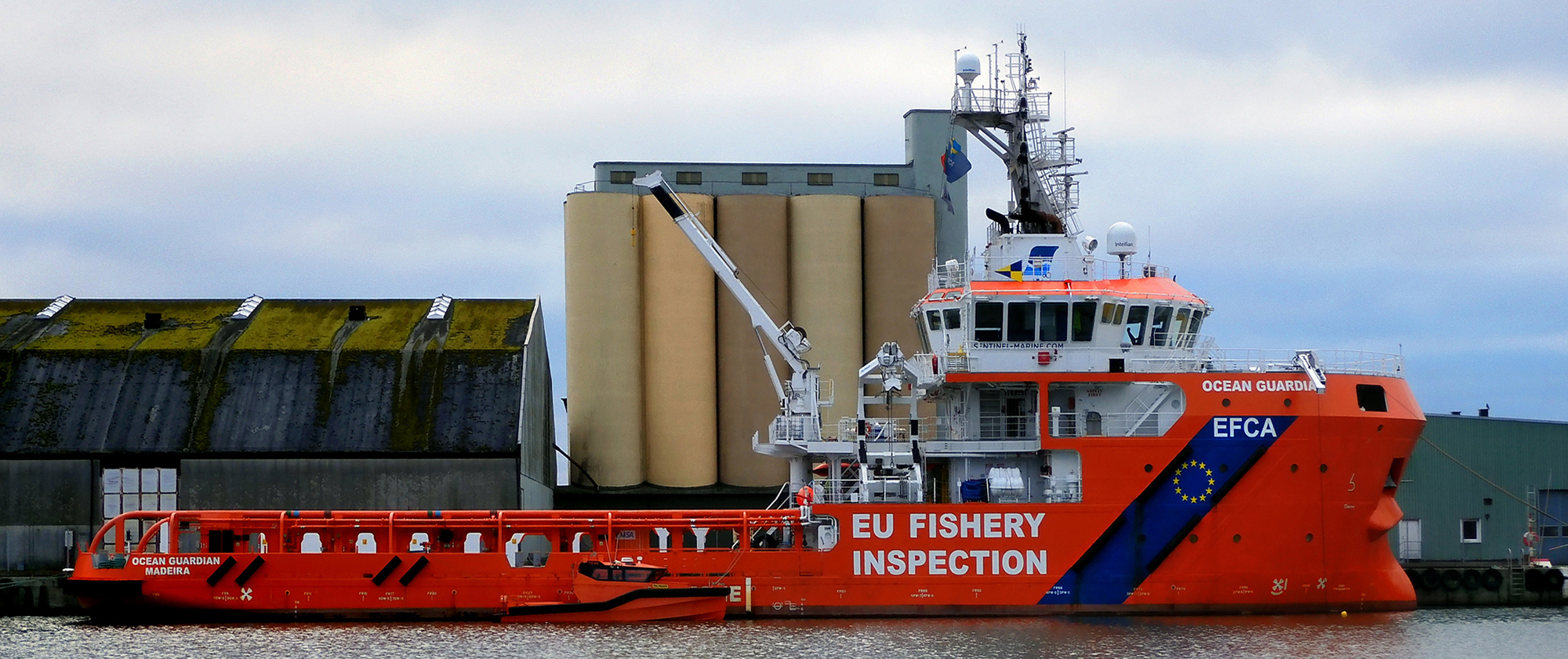
Europäische Fischereiaufsichtsagentur im Hafen von Ystad am 15. November 2023.

Die Europäische Fischereiaufsichtsagentur (EFCA, englisch European Fisheries Control Agency) ist eine Agentur der Europäischen Union mit Sitz im spanischen Vigo. Im April 2005 wurde im Rat der Europäischen Union der Entschluss gefasst, diese Behörde zu kreieren. Sie soll, als ein wichtiger Bestandteil der Gemeinsamen Fischereipolitik, die effektive  Überwachung, Kontrolle und Durchsetzung der Vorschriften der gemeinsamen Fischereipolitik gewährleisten.

## Aufbau
Die Agentur hat einen Verwaltungsrat, der aus Vertretern der Europäischen Kommission und den Mitgliedsstaaten besteht. Der Rat erstellt ein Arbeitsprogramm für die Agentur und verabschiedet den Haushaltsplan. Am 8. Juli 2011 ernannte der Verwaltungsrat Susan Steele zum Direktor der Agentur. Außerdem wurde ein Gremium aus Vertretern der regionalen Fischereinräte gebildet.

## Ziele und Aufgaben
- Koordinierung der Kontrollen der Mitgliedstaaten im Rahmen der Überwachungs- und Kontrollverpflichtungen der Gemeinschaft;
- Koordinierung des Einsatzes der in einem gemeinsamen Pool zusammengefassten nationalen Kontrollmittel der betreffenden Mitgliedstaaten in Übereinstimmung mit der vorliegenden Verordnung;
- Unterstützung der Mitgliedstaaten bei der Übermittlung von Angaben zu Fang- und Kontrolltätigkeiten an die Kommission und an Dritte;
- im Rahmen der Zuständigkeit: Unterstützung der Mitgliedstaaten bei der Erfüllung ihrer Aufgaben und Verpflichtungen gemäß den Bestimmungen der gemeinsamen Fischereipolitik;
- Unterstützung der Mitgliedstaaten und der Kommission bei einer gemeinschaftsweit harmonisierten Durchführung der gemeinsamen Fischereipolitik;
- Beitrag zu den Forschungs- und Entwicklungsarbeiten der Mitgliedstaaten und der Kommission auf dem Gebiet der Kontroll- und Überwachungsmethoden;
- Beitrag zur Koordinierung der Inspektorenausbildung und des Erfahrungsaustauschs zwischen den Mitgliedstaaten;
- Koordinierung der Maßnahmen zur Bekämpfung der illegalen, nicht gemeldeten und ungeregelten Fischerei im Einklang mit den Gemeinschaftsvorschriften.